# Messor arenarius
Messor arenarius är en myrart som först beskrevs av Fabricius 1787.  Messor arenarius ingår i släktet Messor och familjen myror.

## Underarter
Arten delas in i följande underarter:
- M. a. alfierii
- M. a. arenarius
- M. a. diabolus
- M. a. ratus
- M. a. thebaicus